# Еберхард фон Геминген (1567 – 1611)
Еберхард фон Геминген (на немски: Eberhard von Gemmingen; * 16 юли 1567 в Бюрг в Нойенщат ам Кохер; † 26 октомври 1611 в Рапенау) е благородник от стария алемански рицарски род Геминген в Крайхгау в Баден-Вюртемберг. Той построява водния дворец в Бад Рапенау.
Той е най-големият син на Райнхард фон Геминген (1532 – 1598) и съпругата му Хелена фон Масенбах (1534 – 1601), дъщеря на Вилхелм фон Масенбах (1509 – 1558) и Агата фон Шеленберг (1511 – 1588). Брат е на Ханс Вилхелм (1573 – 1615) и Райнхард „Учения“ (1576 – 1635).
Еберхард фон Геминген следва в Тюбинген, Марбург, Щрасбург и Инголщат. През 1594 г. баща му го извиква обратно в Трешклинген, същата година Еберхард се жени с Анна Катарина фон Роденщайн. От баща си той наследява при подялбата на наследството през 1599 г. неговата собственост в Рапенау, където от 1601 до 1603 г. строи воден дворец и започва да живее там с фамилията си. Той наследява също Бутенхаузен. Той е смятан за образован и къщата му е отворена за хора на изкуството и учени. През 1604 г. той купува имението Винтерсхайм.
Той и съпругата му умират през октомври 1611 г. три седмици един след друг и са погребани в протестантската църква на Рапенау. Дворцовият майстер на Геминген Йохан Валентин Андреае (1586 – 1654), който трябва да подготвя най-големия му син Филип за следването в Тюбинген, държи реч на латински, която излиза от печат през 1619 г.
Гробът на Еберхард и съпругата му е разрушен през 1622 г. по време на битката при Вимпфен от войската на Тили.
Децата му при тяхната смърт са още малолетни. Синовете Филип, Мелхиор, Райнхард и Ханс Зигмунд са под опекунството първо на брат му Ханс Вилхелм фон Геминген, който умира 1615 г., тази задача поема тогава Райнхард „Учения“. Синовете умират през Тридесетгодишната война, собствеността е взета през 1630 г. и едва през 1648 г. дадена обратно на внук му Еберхард (1628 – 1675).

## Фамилия
Еберхард фон Геминген се жени на 26 август 1594 г. за Анна Кристина фон Роденщайн († 3 октомври 1611), дъщеря на Филип фон Роденщайн (* 1544) и Кристина Шутцбар, преим. фон Милхлинг. Те имат осем деца:
- Хелена Катарина (1595 – 1626), омъжена за Бернхард фон Ментцинген
- Агата Сабина (1597 – 1641)
- Анна Магдалена (1600 – 1628), омъжена за Бернхард фон Ментцинген
- Филип (1601 – 1638), женен за Урсула Барбара фон Варнщет
- Мария Кристина (1602 – 1635), омъжена за Адам фон Вестерберг
- Мелхиор Райнхард (1603 – 1635), женен за Елизабета Катарина фон Щокхайм; нямат деца
- Мария Маргарета (* 28 юни 1603/или 1605; † 7 декември 1649), омъжена на 28 октомври 1621 г. за Филип Лудвиг фон Зекендорф (* 31 август 1597; † 8 ноември 1666)
- Ханс Зигмунд, служи вер. в същия регимент като Филип; няма деца